# Перестяк, Мария Андреевна
Мария Андреевна Перестяк (в девичестве Титова, род. 27 июля 1991 в Красноярске) — российская регбистка, нападающая команды «Енисей-СТМ» и сборной России по регби-7. Чемпионка Универсиады 2013 года, чемпионка Европы 2013, 2016, 2017 и 2018 годов. Мастер спорта России международного класса и Заслуженный мастер спорта России.

## Биография
Занималась в детстве кикбоксингом на протяжении 7 лет: этим видом спорта занялась, поскольку рядом с домом была секция, а там занималась и дочь крёстного отца Марии. Выигрывала юниорские первенства России и Европы, но после перехода во взрослый разряд решила не продолжать карьеру кикбоксера.
В 19 лет пришла в красноярский регбийный клуб «Енисей-СТМ». После нескольких матчей в своём первом чемпионате России получила вызов в сборную от Павла Барановского. В 2013 году завоевала титул чемпионки Универсиады по регби-7 в составе сборной России и титул чемпионки Европы, а также дошла до четвертьфинала чемпионата мира в Москве. На матчах чемпионата Европы преимущественно была в запасе, а на чемпионате мира не играла.
В 2014 году на тренировке в Китае получила опасный перелом ноги, но вскоре вернулась в регби и продолжила играть. В составе российской сборной выиграла чемпионаты Европы 2016, 2017 и 2018 годов, однако не отобралась на Олимпиаду в Рио-де-Жанейро. По её словам, команда была морально надломлена ещё до квалификационного турнира, потеряв ряд игроков, и в итоге потерпела неудачу. Третий призёр 1-го этапа Мировой серии по регби-7 в Дубае 2013 года. В 2018 году признана лучшей регбисткой года в России.
Живёт в Красноярске. Муж — Владислав Перестяк, регбист. 20 февраля 2020 года Перестяк родила сына Добромира.